# Adolf Schreiber (Komponist)
Adolf Schreiber (* 1883 oder 5. Mai 1881 in Prag; † 1. September 1920 in Wannsee) war ein böhmisch-deutscher Komponist und Dirigent.

## Leben
Der Sohn eines Prager Tapezierers sollte einen Handwerksberuf erlernen, konnte aber durchsetzen, am Prager Konservatorium zu studieren, zunächst in der Violinklasse, ehe er in die Kapellmeisterklasse, möglicherweise unter Antonín Dvořák, aufgenommen wurde.
Danach musste er sofort eine Stelle annehmen, mit der er sein Auskommen bestreiten konnte. Zeitlebens blieb er Operetten-Kapellmeister mit Stationen in Linz, Tilsit, Ingolstadt, Pilsen, Eger, Hermannstadt, Prag, Bozen, Kronstadt, Hamburg und Berlin. Ab 1906 lebte er, von gelegentlichen Provinztourneen abgesehen, in Berlin, zuerst als Kapellmeister am Theater des Westens, dann am Neuen Operettentheater, zuletzt am Künstlertheater. Daneben gab er Gesangsunterricht und war eine Zeitlang Lehrer an der Neuen Opernschule der Gesangspädagogin Mary Hahn.
Er komponierte Bühnenmusiken, Chöre und Lieder. Aufgrund starker Komplexe, die ihn an der Qualität seiner Musik zweifeln ließen, blieb er trotz des Zuspruchs und der Förderung von Freunden wie Max Brod als Komponist erfolglos. Franz Kafka meinte Ende 1916 zu seiner Verlobten, dass Schreibers Ehe unglücklich sei. 1917 wurde er aufgrund eines überstandenen Lungenspitzenkatarrhs für ein Jahr vom Militärdienst befreit.
Nachdem er am Berliner Künstlertheater alle Proben zur Operette Die Scheidungsreise geleitet hatte und kurz vor der Premiere durch einen anderen Dirigenten ersetzt wurde, ging er in den Wannsee, um Selbstmord zu begehen.